# الكسندر براون (مؤرخ)
الكسندر براون (بالإنجليزية: Alexander Brown)‏ هو مؤرخ أمريكي، ولد في 5 سبتمبر 1843 في مقاطعة نيلسون في الولايات المتحدة، وتوفي في 19 أغسطس 1906 في Norwood, Nelson County, Virginia ‏ في الولايات المتحدة.